# Nördliche Dwina
Die Nördliche Dwina (russisch Северная Двина, Sewernaja Dwina) ist ein 744 km langer Strom im Norden des europäischen Teils von Russland.
Der russische Name Sewernaja Dwina bedeutet wörtlich übersetzt „Nördliche Dwina“, zur Unterscheidung von der Westlichen Dwina.

## Flusslauf
Der Fluss entsteht im Nordrussischen Tiefland bei Weliki Ustjug durch den Zusammenfluss von Jug und Suchona, wovon der Letztere der größere und längere Fluss ist. Von dieser „Flusshochzeit“ fließt die Nördliche Dwina, die fischreich ist, hauptsächlich in nordwestlicher Richtung durch eine sumpfige, waldreiche und von ihr ausgeräumte Niederung, die teils über 100 km breit ist und von Hügelketten gesäumt wird. Somit entwickelt sie sich zum größten schiffbaren Strom im europäischen Nordwest-Russland, der im Unterlauf recht inselreich und stellenweise bis zu 7 km breit und 15 m tief ist. Nur wenig nordwestlich von Archangelsk und direkt östlich von Sewerodwinsk mündet die Nördliche Dwina in einem 900 Quadratkilometer großen Delta in den Dwinabusen, eine bis zu 70 km breite Bucht des Weißen Meeres.

## Einzugsgebiet und Schiffbarkeit
Das Einzugsgebiet der Nördlichen Dwina umfasst 357.052 km². 
Der Fluss ist auf seinem gesamten Lauf schiffbar, allerdings von Dezember bis April zugefroren. Er ist über Kanäle mit anderen Gewässern verbunden: Ein Kanal führt zur Wolga, die in das Kaspische Meer mündet und über eine weitere Wasserstraße mit dem Schwarzen Meer verbunden ist. Über einen anderen Kanal gelangen die Schiffe von der Nördlichen Dwina über den Onegasee und den Ladogasee zum Finnischen Meerbusen. Dadurch ist das Weiße Meer mit der Ostsee und dem Mittelmeer verbunden. Die Nördliche Dwina ist daher eine wichtige Binnenschifffahrtsroute in Nordrussland, vor allem für den Holztransport nach Archangelsk. 
Die bedeutendsten Nebenflüsse von rechts sind Wytschegda, Uftjuga und Pinega, von links die Waga. An der Nördlichen Dwina liegen in Fließrichtung die Städte Weliki Ustjug, Krassawino, Kotlas, Krasnoborsk, Nowodwinsk, Archangelsk und Sewerodwinsk.